# Mother North
Mother North es un VHS de la banda noruega de black metal, Satyricon lanzado en 1996. Fue producido por su líder Sigurd Wongraven.
El vídeo contiene las versiones censurada y sin censurar del videoclip "Mother North" del álbum Nemesis Divina.

## Lista de videos
1. "Mother North (Censored TV Version)" - 8:08
2. "Intermezzo"
3. "Mother North (Uncensored Version)" - 7:53

## Créditos
- Satyr – voz, guitarra y bajo
- Kvelduv – guitarra
- Frost – batería
- Monica Bråten - modelo